# Reinaldo (ur. 1989)
Reinaldo Manoel da Silva (ur. 28 września 1989 w Porto Calvo) – brazylijski piłkarz występujący na pozycji lewego obrońcy, obecnie zawodnik São Paulo.